# Неисповедимы пути Господни
Неисповедимы пути Господни (также Пути Господни неисповедимы, из Рим. 11:33, О, бездна богатства и премудрости и ведения Божия! как непостижимы судьбы Его и неисследимы пути Его!) — библейское крылатое выражение, выражающее непредсказуемость жизни, невозможность предвидеть все повороты судьбы, известной лишь Богу. Употребляется в отношении того, что может произойти или уже произошло, но не поддаётся объяснению. Обозначает непостижимость Божьего замысла (ср. Ис. 55:9, Но как небо выше земли, так пути Мои выше путей ваших, и мысли Мои выше мыслей ваших).
Выражение применяется во многих языках. В отличие от русского языка, где употреблено книжное слово высокого стиля «неисповедимы», в большинстве других переводов Библии используется нейтральная лексика.
При использовании выражения журналистами оно часто модифицируется (до четверти случаев использования), обычно заменяется слово «Господни», например, «пути моды неисповедимы», «неисповедимы пути русской классики».